# 音节
音节是构成语音序列的组织单位，是能够自然发出和觉察到的最小语音结构单位，是依据发音时的肌肉松紧划分的最小语音片段。一个音节由一个或几个语音按照一定的规则组织起来，通常有且仅有一个音节核（syllable nucleus，一般由元音充当），此外还可有音节起首和结尾的界音（margin，一般由辅音充当）。例如：英语单词“water”（通用美式英語：/ˈwɔtəɹ/）就是由“wa”（/wɔ/）和“ter”（/təɹ/）两个音节构成的；其个别音节核为 （/ɔ/）和（/ə/）。在汉语中，一般一个汉字代表一个音节，极少有例外。
音节通常被认为是词语在音系学层面上的“建筑材料”，它会对所属语言的节奏、韵律、诗律以及语言的轻重音模式产生影响。
只由一个音节构成的词（如英语单词dog）称为单音节词（monosyllable）。类似地，由两个音节构成的词称为双音节词（disyllable），而由三个音节构成的词称为三音节词（trisyllable）。多音节词（polysyllable）可以指由一个以上音节构成的词。现代汉语中则称为复音词。

## 结构

音节的树形图表示法（本图及以下各图中的“*”表示必有成分、“+”表示可有成分，“?”表示该成分的地位不确定）

在大多数音系学理论中，一个音节（用希腊字母σ表示）从结构上一般包括以下三个部分：
音节首 （Onset，用字母ω表示）：
由辅音充当。在部分语言中是必有成分，而在另一些语言中则是可能出现或是限制出现的成分。
音节核 （Nucleus，用字母ν表示）：
由响音充当，在大多数语言中是必有成分。
音节尾 （Coda，用字母κ表示）：
由辅音充当，在部分语言中是可有成分，而在另一些语言中的出现受到严格限制，甚至不得出现。
人们通常认为音节是右分叉（right-branching）的，即：音节核和音节尾二者合称为韵基（rime，也作rhyme），而这两者只在第二个级别上才相互区别。然而，某些语言传统的音节描述法则认为音节是左分叉（left-branching）的，即：音节首和音节核相结合，在较高的层级上与音节尾相区别，这二者合称为韵体（body）或韵核（core）：
韵基（用字母ρ表示）：
“右分叉结构”术语，与音节首相区别，可再分为音节核和音节尾。
韵体（韵核）：
“左分叉结构”术语，与音节尾相区别，可再分为音节首和音节核。（这一成分未在右图中出现）
在一些理论中，音节首单指辅音部分，因而有必要在音节核之前再增加一个成分：
首位（initial，用字母ι表示）：
与“音节首”基本同义，但不包含半元音（semi-vowel）。
中间位（medial，用字母μ表示）：
介于首位（如果存在）和音节核（或韵基）之间的滑音或流音。
尾位（final，用字母φ表示）：
与首位相区别，是韵基的延伸。
尽管每个音节都有一定的超音段特征，但是除非这一特征与不同的语义相关联（例如在声调语言中），否则这一特征就可以忽略。
声调（tone，用字母τ表示）：
可能负载于整个音节上或是音节中的韵基部分之上
在若干语音学理论中，上述音节结构可用树形图（tree diagram）加以表示（这种表示法近似于某些用来表示句法结构的树形图）。然而，并非所有的语音学家都赞同“音节有内部结构”这一观点，事实上，一些语音学家对音节是否是理论上存在的实体（theoretical entity）持怀疑态度。
音节核通常是指音节中部的元音，音节核之前的音段称为音节首，而其后的音段称为音节尾（音节尾“coda”一词的字面意义就是尾巴“tail”）。以上三者有时也可统称“音节骨架”（shell）。韵基这一术语包括了音节核和音节尾。在英语单音节词（例如“cat”）中，音节核（即可以单独发出响亮声音的部分）是a，音节首是c，音节尾是t，韵基是at。类似cat这样的单词，它们的音节结构可以抽象地描述为“辅音–元音–辅音”（consonant-vowel-consonant），或其缩略形式“辅元辅”（CVC）。根据不同的语言所具有的不同音位配列（phonotactics），对构成音节首、音节核和音节尾的语音类别有互不相同且差异颇大的限制条件。

### 音节首
多数音节都含有一个音节首。有些语种将音节首限定为只能是单一的辅音，而其他语种则允许复辅音充任音节首，但其规则也各不相同。例如，英语的音节首可能为pr-、pl- 或是tr-等情形，但不能是tl-；可能是sk-，但一定不会是ks-。然而在希腊语中，tl-和ks-都是可能存在的音节首。另外，古典阿拉伯语中则完全不允许复辅音充当音节首。
有些语种要求每个音节都必须有一个音节首，在这些语言中，类似于英语单词“at”这种零音节首（null onset）的现象是不可能存在的。但这种现象其实并不是初看起来那么奇怪，因为大多数有这一要求的语言都允许一个音节以声门塞音作为音节首（所谓的“声门塞音”，就是指如同“uh-oh”这两个单词之间的那种语音，国际音标中记为/ʔ/）。另外，在英语和其他大部分语言中，只要一个音节以元音开头，并且这一音节发音之前有停顿，那么不论在该语言中声门塞音是否是一个单独的音素，发音时，音节开头都会自然地带上一个声门塞音。因此，由于含声门塞音的音节一般只有位于某一单词之后发音时，这个声音才能为人们所听见，所以在语音层面上区分“以元音开头的单词”和“以声门塞音后接元音开头的单词”的语言并不多。然而，夏威夷语以及一些其他的南岛语系的语言却的确存在着这一区别（例如，在夏威夷语中，/ahi/的意思是“火”，而/ʔahi/则表示“金枪鱼”）。
这就意味着，“含有零音节首的音节”和“含有声门塞音的单词”这两者的区别，通常而言只是纯粹在音系分析（phonological analysis）层面上的区别，而并非音节真正发音时的区别。在某些情况下，当一个（被公认为）以元音开头的单词在另一单词之后发出的时候，这个单词发音时是否插入了声门塞音，就表示这个单词是否应当被视作含有一个零音节首。例如，在不少罗曼语族的语言（如西班牙语）中，音节发音时始终不会有这样一个声门塞音。而在有些情况下，英语音节发音时的确带上了声门塞音，然而这是由于诸如语速等原因而导致的结果。这两种情况都意味着，我们上面谈到的这两种语言的单词是真正的“以元音开头的单词”（vowel-initial word）。但是也有例外，例如：若一个单词后面跟随着一个通常认为是以元音开头的单词，德语和阿拉伯语都要求在两个单词之间插入一个声门塞音。然而对这类“通常认为是以元音开头的单词”，德语认为是以元音开头的，而阿拉伯语则认为是以声门塞音开头的。这种看法上的不同是与两种语言所具有的其他属性有关的。比方说，对于德语，声门塞音不可能出现在除音节开头之外的其他地方（如辅音之前或是词末），而阿拉伯语则不同。在阿拉伯语中，声门塞音不仅出现在音节开头，也能出现在音节的其他地方（例如古典阿拉伯语/saʔala/“他问”、/raʔj/“看法”、/dˤawʔ/“光亮”），而当声门塞音处于交替关系中，其独立的音素地位就可以明晰地显示出来（例如古典阿拉伯语/kaːtib/“写作者”与/maktuːb/“写了的”；/ʔaːkil/“食用者”与/maʔkuːl/“被食用”）。
某一语言所使用的文字形式并不一定是与该语言的音系分析相对应的，这一点体现在文字对（可能的）零音节首不同的处理方式上。比方说，在某些使用拉丁字母书写的文字中，起首的声门塞音是省略不写的；而相反地，一些不使用拉丁字母书写的文字，例如辅音音素文字和元音附标文字，其文字系统中有专门用来标写零音节首的“零辅音”（zero consonant）。例如：谚文字母中，符号ㅇ就专门用来表示零音节首，该符号可能出现在一个谚文字的左侧或上部，如역（驛）。该谚文字读作yeok，这一音节的音节核是双元音yeo，音节尾是k。

### 音节核
| 单词                       | 音节核       |
| -------------------------- | ------------ |
| cat [kæt]                  | [æ]          |
| bed [bɛd]                  | [ɛ]          |
| ode [oʊd]                  | [oʊ]         |
| beet [bit]                 | [i]          |
| bite [baɪt]                | [aɪ]         |
| rain [reɪn]                | [eɪ]         |
| bitten [ˈbɪt.ən]或[ˈbɪt.n] | [ɪ] [ə]或[n] |

一般来说，每个音节都要有一个音节核（有时也称为音峰（peak）），最简单的音节仅由音节核构成，例如英语单词“eye”（/ai/）或“owe”（/əʊ/）。音节核通常是元音（包括了单元音（monophthong）、双元音和三合元音（triphthong）），不过有时也可能是成音节辅音（syllabic consonant）。迄今为止，最常见的成音节辅音是响音（sonorant），比如[l]、[r]、[m]、[n]或[ŋ]。不过也有一些语言中含有所谓的“成音节擦音（syllabic fricative）”（也称“擦音型元音（fricative vowel）”），而在汉语音韵学系统中，常用的则是“舌尖元音（apical vowel）”这一术语（然而，该术语尽管与“成音节的擦音”有关联，但两者并非同义词）。至少在汉语普通话的部分方言中是有这种语音的，这一点让汉语普通话显得独树一帜。例如汉语拼音音节sī、shī、rī的其中一种发音分别记成[sź̩ ʂʐ̩́ ʐʐ̩́]。还有一些语言，例如努哈尔克语（Bella Coola/Nuxálk)，甚至允许塞音或清擦音（voiceless fricative）作音节核。然而，随着语言学家从不同方面对于这些语言现象的分析，一些语言学家认为这类音节根本就不存在音节核，而另一些语言学家则称，“音节”这一概念无法在每一种语言中都明确地加以使用。具体内容可参见下述与 无音节语言有关的争论。

### 音节尾
音节尾（coda）指音节中音节核（通常是元音）之后的辅音部分。韵基是音节尾与音节核二者的合称。某些音节只由音节核构成，而不含音节尾。另外，一些语言的音位配列规则将音节尾限定为只能是某几个或某一个辅音，而另一些语言允许所有的辅音音素甚至是辅音群作音节尾。

#### 开音节及闭音节
一个不含音节尾的音节（音节组成形式为V、CV、CCV等）称为开音节（open syllable，亦称自由音节，free syllable），比如/ka/，/tai/。而含有音节尾的音节（音节组成形式为VC、CVC、CVCC等）称为闭音节（closed syllable，亦称急煞音节，checked syllable），比如/kap/，/taid/。请注意：这里的“开音节”“闭音节”与“开元音”（open vowel，又称低元音）“闭元音”（closed vowel，又称闭元音）没有关系。几乎所有的语言都允许开元音的存在，而有一些语言（如鄒語、夏威夷语）不允许闭音节的存在。陸志韋、李方桂、丁邦新等學者認為，上古漢語中陰聲韻用濁塞音（-b 、-d、-g）作韻尾，故可以和入聲韻通押（参见上古漢語濁輔音韻尾假說），這樣則上古漢語中沒有開音節，但這樣的語言是否存在還需要語言類型學相關研究的支持。
以下是一些含有音节核和音节尾的单音节英语单词，即闭音节：（下列单词分析中的κ指音节尾、ν 指音节核）
- an: κ = /n/, ν = /æ/（强读式）/ə/（弱读式）

- cup: κ = /p/, ν = /ʌ/

- tall: κ = /l/, ν = /ɔː/

- milk: κ = /lk/, ν = /ɪ/

- tints: κ = /nts/, ν = /ɪ/

- fifths: κ = /fθs/, ν = /ɪ/

- sixths: κ = /ksθs/, ν = /ɪ/

- twelfths: κ = /lfθs/, ν = /ɛ/

- strengths: κ = /ŋθs/, ν = /ɛ/

以下是一些以音节核结尾，而不含音节尾的单音节英语单词，即開音节：
- glue, ν = /uː/

- pie, ν = /aɪ/

- though, ν = /əʊ/（英式）或/oʊ/（美式）

- boy, ν = /ɔɪ/

### 韵基
音节的韵基部分（rime或rhyme）包括了音节核和可有成分音节尾。这一术语常用于研究诗韵，而在言语活动中，当说话者需要延长或强调某个词时，其延长或强调的部分也是音节韵基部分。
韵基通常是指一个音节中从第一个元音音素起到音节结尾为止的这一部分。例如at、sat和flat三个词的韵基都是/æt/。不过，在一些语言中，音节核不一定非得是一个元音。比方说bottle和fiddle这两个词第二音节的韵基就是流音（liquid consonant）/l/。
“rime”和“rhyme”是一个词的两种不同的拼写形式，不过二者中较为罕用的“rime”这种形式有时也可用来特指“音节的韵基”（syllable rime），以和“诗韵”（poetic rhyme）这一概念相区别。但有些语言学家不采用这种区分方法，也未见于大多数的词典中。

### 音节结构模型

cat和sing两词的音段模型

cat和sing两词的层级模型

最简单的音节结构分析模型将每个音节分为可有的音节首、必有的音节核以及可有的音节尾三部分。
然而，相比于线性关系（音段模型）而言，在音节的各个组分之间究竟有着怎样的层级关系，这一点争论颇多。这一层级模型将音节核和音节尾组合出了一个中间层级——韵基。层次模型说明了“音节核+音节尾”这一组分角色在韵文中的作用。即形如cat和bat这样押韵的词之所以是“押韵”的，是因为这两个词的音节核和音节尾都是相同的，或者说两个词的整个韵基是相同的。层次模型也用于区分重音节（heavy syllable）和轻音节（light syllable），这一区分也可用于音系变化过程的研究，例如古英语词scipu和wordu的历时语音变化。

pout的音节核分叉以及pond的音节尾分叉

正如韵基可分叉为音节核和音节尾一样，音节核和音节尾二者自身也可再分叉为多个音素。
| 音节结构 | 音节=                  | 音节首 | +韵基            |
| -------- | ---------------------- | ------ | ---------------- |
| C⁺V⁺C*:  | C₁(C₂)V₁(V₂)(C₃)(C₄) = | C₁(C₂) | + V₁(V₂)(C₃)(C₄) |
| V⁺C*:    | V₁(V₂)(C₃)(C₄) =       | ∅      | + V₁(V₂)(C₃)(C₄) |

### 中间位及尾位
在一些东亚语言的音系学（特别是汉语音韵学）中，音节结构发生了扩展，使之包含了一个额外的音节可有成分——中间位（medial）。它处在音节首（在该情境下常称为“首位（initial）”）和韵基之间。中间位一般是一个滑音（glide），但在重构的上古汉语中也包含流音（liquid）中间位（在现代的语言重构版本中主要为/r/，而在更早期的语言重构版本中主要是/l/）。同时，不少中古汉语的重构版本中存在着/i/和/j/在中间位上的语音对立。在音系学层面上，这其中的音位/i/所起的是滑音的作用，而不是音节核中的一部分。另外，不论是重构的上古汉语还是中古汉语版本，其中都包含了复杂的中间位形式，如/rj/、/ji/、/jw/和/jwi/。从音系学的角度上说，中间位与韵基可归为一个整体，而不与音节首归为一组。此时，二者可总称为尾位（final）。
一部分语言学家会将术语“尾位”和“韵基”混用，尤其是当他们讨论现代汉语的语言变体时更是如此。然而，在汉语音韵学中，明确“尾位”（包含中间位）和“韵基”（不含中间位）之别，对理解中古汉语时期的韵书和韵图是尤为重要的（这二者是中古汉语的一次文献），因此大多数作者仍会依照上述的定义区别这两个术语的用法。

### 声调
在大多数语言中，音节发音时的音高和音高曲拱变化（contour）都可以用来传达意义之间的细微差别（shades of meaning）。例如用以表达强调或惊诧，或是用以区别陈述和疑问。但是在声调语言中，词语的音高会影响其基本的词汇意义（lexical meaning）（如同英语中的“猫”“狗”之别）或语法意义（如同英语中的过去时与现在时之别）。这种音节的音高差异及其不同变化，称为声调。其中，一部分声调语言只用音高本身（即“高音”或“低音”）来区别意义，而另一些声调语言，特别是诸如汉语、泰语和越南语等的东亚语言，其音高本身和音高的曲拱变化（即平调、升调、降调和曲折调之别）同样也有区别意义的功能。

### 音重
重音节是指含有分叉韵基（branching rime）的音节（即以辅音结尾的闭音节）或是含有分叉音节核（branching nucleus）的音节（即音节核部分是一个长元音或双元音）。总之，这就意味着音节核之后跟着的要么是两个辅音，要么是一个尾位辅音。“重音节”这一名称是一种比喻（metaphor），其根据是：树状图中的音节核或音节尾之下有分叉线条。
在一些语言中，重音节可以包括“元音—元音（VV）”型（即音节核有分叉）和“元音—辅音（VC）”型（即韵基有分叉）两类。这两类重音节和轻音节对立，后者可以标记为“元音（V）”型。在另一些语言中，重音节只包括“VV”型一种，而另外两类音节都归为轻音节。部分语言中还有第三种不同的音节——超重音节，包括了“元音—元音—辅音（VVC）”型（即音节核和韵基均有分叉）或是“元音—辅音—辅音（VCC）”型（即音节尾含有两个或以上的辅音）或是两者兼属。
在莫拉理论（moraic theory）中，重音节包含两个莫拉（mora）（也称韵素、音拍），而轻音节有一个莫拉，超重音节有三个莫拉。日语音系学主要就是用这种方法描写日语音节的。
许多语言中不允许出现超重音节，还有相当一部分语言甚至不允许出现重音节。有一部分的语言会刻意保持各音节音重的相同，比方说，在意大利语中，在重读且没有尾位的音节中，若出现了短元音，它会与闭音节同现，而长元音则会与开音节同现，以使每一个这样的音节都是重音节，而不会是轻音节或是超重音节。
音节的音重会在很大程度上决定哪个音节是重读音节，这一现象存在于诸如拉丁语和阿拉伯语等一些语言中。许多古代语言（例如古希腊语、古拉丁语和梵语）的诗律就更多考虑音重而较少考虑重音，这就是所谓的“音长韵律”（quantitative rhythm）或“音长诗律”（quantitative meter）。

### 古代的音节定义
世界上最早的文学院——盖伊·萨伯维持会（Consistori del Gay Saber）曾通过举办“弗洛拉诗歌比赛（Floral Games）”来奖励最佳的游吟诗人，冠军奖品是金紫罗兰（violeta d'aur）。该会的成员之一居延·穆利尼耶（Guilhem Molinier）曾在他的一本书中给出了关于音节的定义。这本旨在规范和繁荣奥克语诗学界的书，名为《爱的法则》（Leys d'amor，1328–1337）。
以下是《爱的法则》一书中关于音节定义的一段诗，从左至右分别为奥克语原文、英语译文和汉语译文。
| Sillaba votz es literals. Segon los ditz gramaticals. En un accen pronunciada. Et en un trag: d'una alenada. | A syllable is the sound of several letters, According to those called grammarians, Pronounced in one accent And uninterruptedly: in one breath. | 音节就是几个字母的音 语法学家就这么说 用一种口音读出声来 然后一字不落念完 |

## 超音段成分
超音段（suprasegmental）特征的适用域是整个音节，而非某个特定的语音，这就是说，超音段特征会影响一个音节的所有音段。超音段成分主要包括：重音、语调、Stød（丹麦语）。
有时音节长度（syllable length）也可算作是一种超音段特征：例如在一些日耳曼语族语言（Germanic language）中，长元音只能与短辅音同现，反之亦然。然而，尽管这些语言的音节成分可分析为长短两类音素的组合，但其中的辅音双音化和元音音长实际上是相互独立的，例如芬兰语和日语等一些语言便有此种现象。

## 音位配列的限制
音位配列（phonotactic）规则决定了音节的每一部分允许哪些语音出现，不允许哪些语音的出现。英语允许相当复杂的音节结构的出现：其音节开头部分最多可有三个辅音（如string和splash），结尾部分最多时也偶尔会出现四个辅音的情况（如prompts）。不少其他的语言对音位配列的要求比英语严格。例如日语中只允许辅音音位/ɴ/和时位（chroneme）充当音节尾。同时，日语在理论上是根本不存在辅音群（consonant cluster）的，因为日语音节的音节首最多只允许一个辅音充当。
在希伯来语、阿拉伯语等一些语言中，是不允许空音节首（empty onset）存在的。例如Israel（以色列）、Abraham（亚伯拉罕）、Omar（奥马尔）、Ali（阿里）和Abdullah（阿卜杜拉）等一些名字在内的一部分词，虽然在英文转写时没有音节首，但在原语言中，它们事实上是由半辅音性质（semiconsonantic）的滑音或声门辅音（glottal consonant）、咽辅音（pharyngeal consonant）充当音节首的。相反的情况也存在，澳大利亚中部的阿兰达语（Aranda language）的某些音位分析认为，该语言不允许任何音节首的存在，因此所有音节的底层形式都是“元辅（辅）”（VC(C)）式的。

## 音节的标记
国际音标中的点号（.）是用以标记音节的界限的符号。然而在实际操作中，国际音标的标写方式通常是用空格分词然后按词标写的，此时，这些空格也常被认为是音节的界限。当词的界限出现在音节中间（即音节跨越词界）时，可用一个连接线表示联诵。

## 音节划分
音节划分，也称音节组构（syllabification），指的是把一个词（不论是在口语中还是在书面上）划分若干音节。在大多数语言中，用于言语中的真正的音节是书面音节划分的基础。比方说，由于在现代英语拼写法中语音和字母的对应关系很微弱。因此，书面形式英语单词的音节划分不得不主要依据其词源（etymological）（即形态（morphological）），而非根据其发音规则来进行。因此，英语“书面上”的音节和真实言语中的口语音节并非一一对应。
“音节划分”这个术语也可用以指辅音音素充当音节核的过程。

## 音节区分和音节两栖性
通常情况下，处于元音之间的单辅音常归入后一音节（即：/CV.CV/，例如coco/ˈkǝʊ.kǝʊ/），而元音之间若有两个辅音，则一般分别归入前后两音节（即：/CVC.CV/，例如actor/ˈæk.tər/）。但在古教会斯拉夫语（Old Church Slavonic）等一些语言中，凡是能够出现在词首的辅音群都归入后一音节，因此，例如pazdva一词可分析为/pa.zdva/（这一分析方法也说明，该语言对音位配列规则的要求是使每个音节都为开音节）。相反的情况也存在，在某些语言中，归入后一音节的都是那些能够出现在词尾的辅音。
在英语中，对于出现在元音之间的辅音（特别是出现在重读音节之后、非重读音节之前的辅音）应当归入前一音节还是后一音节，是存有争议的。例如单词better，有时分析为/ˈbɛt.ər/，有时则分析为/ˈbɛ.tər/。一些语言学家就此提出了一个概念，称这样的词语为“音节两栖（ambisyllabic）”的词语。然而，威尔斯（2002）认为这不是一种有效的分析方法，他认为英语的音节区分仅仅存在一种情况，即/ˈCVC(C).V/。
在英语中，辅音可同时被分析为一个音节的音节尾和下一个音节的音节首，正如bellow可分析为bel-low一样，这称作“音节两栖现象”（ambisyllabicity）。这一理论认为，类似arrow（/ˈæroʊ/）这样的单词无法分成两个彼此分离而又可单独发音的单词，即无论是/æ/还是/ær/都不可能是一个真正独立存在的音节，而其他含有短元音/ɛ/、/ɪ/、/ɒ/、/ʌ/、/ʊ/的音节也一样。但是威尔斯（Wells，1990)却不赞同“英语中有‘音节两栖’现象”这一观点，他认为，如果辅音或辅音群处于重读音节之后、非重读音节之前，或是处于完整元音（full vowel）之后、弱化音节（reduced syllable）之前，那么这个辅音或辅音群就是音节尾，而在其他的语音环境下则是音节首。

## 重音
音节结构常常与重音发生联系。例如在拉丁语中，重音通常就是由音重所决定的，如果一个音节至少含有下列三个条件中的一项，则可归为重音节：
- 音节核部分含有一个长元音

- 音节核部分含有一个双元音

- 音节中含有一个或以上的音节尾

在以上三种情况下，我们都认为该音节含有两个莫拉。

## 元音的松紧
在日耳曼语族的多数语言中，松元音（lax vowel）只出现在闭音节中。因此，松元音也称作急煞元音（checked vowel）。与之相对的是紧元音（tense vowel），又称自由元音（free vowel），因为这些元音也可以出现在开音节中。

## 无音节核的音节
一些语言在中间不插入任何元音或响音的情况下，允许一长串辅音出现，因此“音节”这一概念也受到了挑战。即便在英语中也存在着少数几个不含元音的副言语（para-verbal）话段，例如shh（意为“保持安静”）以及psst（为引起注意而发出的声音）。
北美洲西北海岸地区的语言即闻名于此，例如萨利希语系和瓦卡希语系（Wakashan languages）。
努哈尔克语族（也称贝拉库拉语族）
[ɬχʷtɬtsxʷ] “你朝我吐口水了”
[tsʼktskʷtsʼ] “他到达了”
[xɬpʼχʷɬtɬpɬɬs] “他拥有了一株御膳橘（bunchberry）”
[sxs] “密封鲸油（blubber）”
布鲁斯·巴哲米尔（Bruce Bagemihl）在之前的分析中发现，[tsʼktskʷtsʼ]这个词可以解析为0个、2个、3个、5个或是6个音节，这取决于所使用的不同分析方法。其中的一种分析方法可能会将所有的元音和辅音音段都当作是音节核，而另一种分析方法可能会只将其中的一部分音段（包括擦音（fricative）和咝音（sibilant））当作是可以充当音节核的成分，而第三种分析方法可能仅仅只是全然否认音节的存在。
据报道，这类情形也同样出现在了柏柏尔语族（例如印德劳恩-塔施尔希特柏柏尔语（Indlawn Tashlhiyt Berber））、摩洛哥阿拉伯语（显然是受到了柏柏尔语的影响）、孟高棉语族（例如塞迈语（Semai）、特米亚语（Temiar）、克木语（Khmu））和宫古语大神方言（Ōgami）（琉球语的一种）当中
此外，日语存在着不少不含元音的词彙，不过会因应后接浊音时把最后的元音重新加插，而且当整句皆不含元音的时候，最后的元音通常会重新加插。
举例：
印德劳恩-塔施尔希特柏柏尔语
[tftktst tfktstt] “你把它扭伤了”
[rkkm] “腐烂”（未完成式）
塞迈语
[kckmrʔɛːc] “粗短的手臂”
日语
[skʲ] “喜欢”
[tskʲ] “月亮”
[tskɕ] “問荊”
[kʲtsk ktɕkʲkʲɕ tsks] “紧张地说完”

## 推荐阅读材料
- Bagemihl, Bruce. . Linguistic Inquiry. 1991, 22: 589–646.
- Clements, George N.; Keyser, Samuel J.. (1983). CV phonology: A generative theory of the syllable. Linguistic inquiry monographs (No. 9). Cambridge, MA: MIT Press. ISBN 978-0-262-53047-7 (pbk); ISBN 978-0-262-03098-4 (hb)
- Dell, François; Elmedlaoui, Mohamed. . Journal of African Languages and Linguistics. 1985, 7 (2): 105–130. doi:10.1515/jall.1985.7.2.105.
- Dell, François; Elmedlaoui, Mohamed. . Journal of African Languages and Linguistics. 1988, 10: 1–17. doi:10.1515/jall.1988.10.1.1.
- Ladefoged, Peter.  4th. Fort Worth: Harcourt College Publishers. 2001. ISBN 0-15-507319-2.